# Frédéric Kanouté
Frédéric "Fredi" Kanouté, född 2 september 1977 i Sainte-Foy-lès-Lyon (nära Lyon), är en fransk-malisk före detta fotbollsspelare. 
Kanoutés förmågor som en lång anfallare upptäcktes först av hans närmaste storlag, Olympique Lyonnais, och han gick till dem som en lärling 1997. Han spelade även för Frankrikes U21-landslag under Lyon-tiden.
2000 flyttade Kanouté till engelska West Ham. I tre år stannade han i klubben från östra London. Sedan märkte Tottenham Hotspur intresse för honom och köpte honom 2003. 
Kanouté spelar för Malis fotbollslandslag. Han blev landets bästa målskytt vid African Nations Cup 2004. Mali tog sig till semifinalen där de förlorade mot Marocko.
Den 17 augusti 2005 såldes Kanouté till Sevilla för £4,4 miljoner.
Han har lyckats mycket bra i Sevilla där han har gjort många mål. 
Säsongen 2006/2007 fick han tillåtelse av Sevilla att spela med reklamfri tröja. Innan dess hade han tejpat över reklam för ett spelbolag som fanns på tröjan med motiveringen ”spelbolagen är ett verk av Satan som förstör människors liv”. Kanouté är en mycket troende muslim och spel dobbel strider mot islams moraliska principer. Han gick dock med på att bära tröjan med reklam på, efter att det hade lovats att pengar skulle skänkas till muslimska välgörenhetsorganisationer.
2007 utsågs han till Årets fotbollsspelare i Afrika
2008 bötfälldes han efter att ha firat ett mål med att lyfta sin spelartröja för att visa sin T-shirt undertill med texten "Palestina".
Han meddelade sommaren 2011 att han fortsätter ytterligare en säsong i Sevilla.

## Fotnoter
1. ↑  ”Which footballers have displayed their religious views on the pitch?”. The Knowledge. 21 januari 2009. http://www.guardian.co.uk/football/2009/jan/21/the-knowledge-footballers-religion. Läst 23 mars 2009.